# FC Chalon
Câu lạc bộ bóng đá Chalon-sur-Saône (thường được gọi là Câu lạc bộ bóng đá Chalonnais) là một câu lạc bộ bóng đá Pháp có trụ sở tại Công xã Chalon-sur-Saône, thuộc vùng Saône-et-Loire ở miền đông nước Pháp.
Được thành lập vào năm 1926, màu sắc truyền thống của câu lạc bộ là màu xanh và màu vàng. Sân vận động của họ là Stade Léo Lagrange, ở Chalon-sur-Saône, có sức chứa 2.300. Họ hiện đang chơi ở Division d'Honneur Burgundy, đã bị rớt khỏi Championnat de France amateur 2 năm 2009. Câu lạc bộ đã vào đến vòng 1/64 Coupe de France vào năm 2000-01 và một lần nữa vào năm sau.

## Lịch sử thi đấu
Câu lạc bộ gia nhập Division d'Honneur vào năm 1945, họ đã chiến thắng lần thứ bảy vào năm 2011. Họ đã thăng hạng lên Championnat de France amateur lần đầu tiên vào năm 1957 và được thăng hạng Division 3 năm 1983, nơi họ đạt được vị trí thứ sáu cao nhất từ trước đến nay vào năm 1987.
Kể từ mùa giải 2010-11, câu lạc bộ chơi ở Burgundy Division Honneur Burgundy, giải hạng sáu trong hệ thống giải bóng đá Pháp, đứng thứ ba trong mùa giải 2010-11, mặc dù đội đã đạt đến mức cao như Championnat de France amateur, tầng thứ tư, nơi đội thi đấu từ năm 1983 đến 1988.

## Coupe de Pháp
Chalonnais lọt vào vòng 1/64 Coupe de France vào năm 2000-01 và 2001/02.
- 2000-01 - thua Stade de Reims, trên sân nhà, 4-1 trên chấm phạt đền sau khi hòa 1-1.[3][4]
- 2001-02 - thua CS Sedan Ardennes, trên sân nhà, 3-2.[5][6]